# 3899 Wichterle
3899 Wichterle (1982 SN1) là một tiểu hành tinh vành đai chính được phát hiện ngày 17 tháng 9 năm 1982 bởi M. Mahrova ở đài thiên văn Klet.